# Villada (kommunhuvudort)
Villada är en kommunhuvudort i Spanien.   Den ligger i provinsen Provincia de Palencia och regionen Kastilien och Leon, i den norra delen av landet, 230 km nordväst om huvudstaden Madrid. Villada ligger 801 meter över havet och antalet invånare är 1 165.
Terrängen runt Villada är platt. Runt Villada är det glesbefolkat, med 11 invånare per kvadratkilometer. Närmaste större samhälle är Sahagún, 14,2 km norr om Villada. Trakten runt Villada består till största delen av jordbruksmark.